# Primulina repanda
Primulina repanda là một loài thực vật có hoa trong họ Tai voi (Gesneriaceae). Loài này có ở Quảng Tây (Trung Quốc); được W.T.Wang mô tả khoa học đầu tiên năm 1981 dưới danh pháp Chiritopsis repanda, và nó là loài điển hình của chi Chiritopsis. Năm 2011, Yin Z.Wang chuyển nó sang chi Primulina. Loài này có một thứ được công nhận là Primulina repanda var. guilinensis (W.T.Wang) Mich. Möller & A. Weber, 2011, đồng nghĩa: Chiritopsis repanda var. guilinensis W.T.Wang, 1992.